# راه سبز

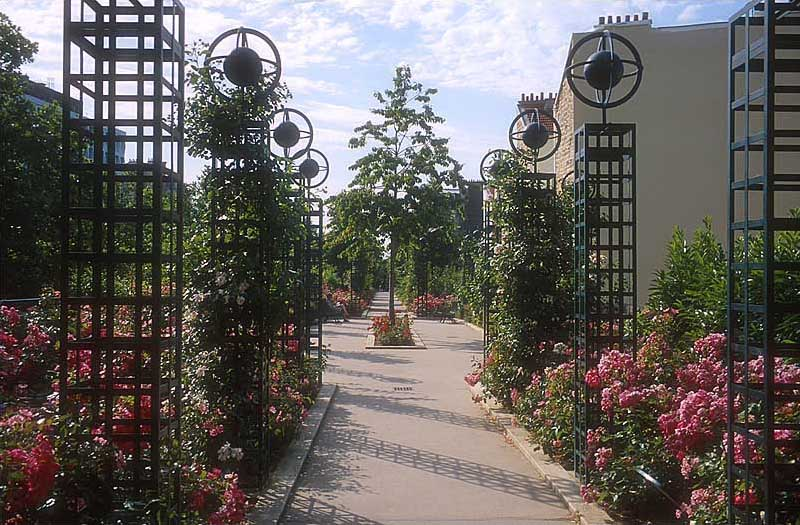
راه سبزPromenade Plantée، یک راه ۴٫۷ کیلومتری (۲٫۹ مایل) از پارک خطی بلند ساخته‌شده در بالای زیرساخت‌های راه آهن رهاشده در منطقه ۱۲ پاریس، فرانسه.

راه سبز یا راه‌سازی سبز (به انگلیسی: Greenway)، معمولاً مسیری با کاربری مشترک در امتداد نواری از زمین‌های توسعه‌نیافته، در یک منطقه شهری یا روستایی است که برای استفاده تفریحی یا حفاظت از محیط زیست در نظر گرفته شده‌است. راه‌های سبز غالباً از راه‌آهن‌های رهاشده، مسیرهای یدک‌کش کانال، خدمات شهری یا حقوق مشابه یا زمین‌های صنعتی رهاشده ایجاد می‌شوند. مسیرهای سبز همچنین می‌توانند پارک‌های خطی باشند و می‌توانند به عنوان گذرگاه‌های حیات وحش عمل کنند. سطح مسیر ممکن است آسفالت باشد و اغلب به چندین کاربر خدمات می‌دهد: پیاده‌رو، دونده، دوچرخه‌سوار، اسکیت‌باز و کوهنورد. یکی از ویژگی‌های راه‌های سبز، همان‌طور که توسط انجمن راه‌های سبز اروپا تعریف شده‌است، «آسانی عبور» است: به این معنا که آن‌ها دارای «شیب کم یا صفر» هستند، به طوری که همهٔ «انواع کاربران، از جمله افراد دارای اختلال حرکتی» می‌توانند از آن‌ها استفاده کنند.
در جنوب انگلستان، این اصطلاح همچنین به مسیرهای باستانی یا خطوط سبز اشاره دارد، به ویژه آن‌هایی که در مناطق پایین گچی مانند ریجوی یافت می‌شوند.